# 蕭幹
蕭幹（？—986年），小字項烈，字婆典，辽朝政治家、軍人。
北府宰相蕭敵魯之子，天禄五年（951年），耶律察割殺害辽世宗，察割同党耶律胡古只和蕭幹交好，派使者召蕭幹。蕭幹说：「我怎么能跟从逆臣？」，将使者捕縛送给寿安王耶律璟。察割之乱平定，耶律璟（穆宗）赞赏蕭幹忠義，任群牧都林牙。應曆十五年（965年），蕭幹征討上京之北楡林峪的住民烏古部。應曆十七年（967年）正月，获胜而归，因功转任北府宰相、突呂不部節度使。
乾亨元年（979年），北宋滅北漢，企图乘勝奪回燕雲十六州，蕭幹与北進的宋軍在高梁河作战，耶律沙後退，蕭幹和耶律休哥奮战擊破宋軍。大胜受赏。后来的征战参与軍事決定，加政事令位。乾亨二年（980年），宋軍包围瓦橋（今河北雄县），夜襲契丹軍，蕭幹、耶律匀骨擊退宋军。
睿智皇后萧绰以父称呼蕭幹。蕭幹是皇后父亲蕭思温的同輩人物。乾亨四年（982年），辽圣宗继位，統和元年（983年），睿智皇后为皇太后称制，蕭幹多次上奏皇太后被採纳。四年（986年），蕭幹去世。侄子蕭討古。

## 延伸阅读
[在维基数据编辑]
 《遼史·卷84》，出自脱脱《遼史》